# Individuelle Neutrale Athleten

Flagge für die Individuellen Neutralen Athleten bei den Olympischen Sommerspielen 2024 in Paris

Individuelle Neutrale Athleten (englisch Individual Neutral Athletes, französisch Athlètes individuels neutres), Kürzel AIN, war eine Bezeichnung für russische und belarussische Athleten, die trotz der aufgrund des russischen Überfalls auf die Ukraine im Jahr 2022 erfolgten Suspendierung des russischen und belarussischen Olympischen Komitees bei den Olympischen Sommerspielen 2024 in Paris an den Start gehen durften.
Die Bezeichnung wird auch bei Welt- und Europameisterschaften in diversen Sportarten gebraucht.

## Olympische Spiele 2024

### Teilnehmer an den Olympischen Sommerspielen 2024
Am 8. Dezember 2023 verkündete das Internationale Olympische Komitee, dass Athleten aus Russland und Belarus wegen des russischen Überfalls auf die Ukraine seit 2022 nur als neutrale Athleten startberechtigt sind. Athleten in Mannschaftssportarten sind nicht zugelassen.
Voraussetzungen für die Teilnahme aller Olympioniken sind, dass der Athlet sich für die Sommerspiele sportlich qualifiziert, die Anti-Doping-Richtlinien erfüllt und sich schriftlich zur Olympischen Charta bekennt. Im Fall der Olympioniken aus Russland und aus Belarus kommt als Bedingung für eine Teilnahme hinzu, dass der Athlet keine Verbindung zur Armee und den Sicherheitsorganen der beiden Staaten hat.
Über die Zulassung entscheidet ein eigens hierfür errichtetes Gremium. Den Vorsitz hat die Vizepräsidentin des IOC Nicole Hoevertsz. Weitere Mitglieder sind Pau Gasol als Vertreter der IOC-Ethikkommission sowie Ryu Seung-min von der Athletenkommission des IOC. Unterstützt werden sie von der IOC Chief Ethics und Compliance Officer Pâquerette Girard Zappelli.
Dmitri Peskow, der Pressesprecher Wladimir Putins, bezeichnete die zur Teilnahme bereiten Sportler als „eine Ausgeburt der Hölle“ und warf ihnen Verrat vor. Irina Winer vom russischen Turnverband nannte die Auswahl „eine Mannschaft von Obdachlosen“.
Das IOC lud russische und belarussische Sportler ein, von diesen schlugen einige die Einladung ab.

### Regularieren während der Olympischen Sommerspiele 2024
Neben der Flagge der AINs wurde eine Hymne für Siegerehrungen produziert, die keinen Text enthält. Gewonnene Medaillen von Individuellen Neutralen Athleten wurden nicht im Medaillenspiegel geführt.
Am 19. März 2024 gab das IOC bekannt, dass die Individuellen Neutralen Athleten nicht an der Eröffnungsfeier teilnehmen dürfen. Allerdings wurde ihnen die Möglichkeit gegeben werden, die Zeremonie mitzuerleben. Bei der Schlussfeier durften die Athleten teilnehmen, eine Flagge wurde jedoch nicht ins Stadion getragen.
Als Symbole der Mannschaft wurden die olympische Flagge und die olympische Hymne verwendet.